# Sparisoma viride
O peixe-papagaio-caribenho ou bodião-comum (Sparisoma viride) é um peixe do gênero Sparisoma. O peixe-papagaio-caribenho produz um quantidade considerável de sedimento por meio de bioerosão, usando as suas maxilas fortes e os dentes, crescem continuamente. Os adultos vivem em torno de recifes de coral e os jovens perto de bancos de sargaços e outras zonas com vegetação densa.
Habita recifes de corais na Flórida, Mar do Caribe, Golfo do México, Bermudas e até o sul do Brasil.